# Antoni Lofrasso
Antoni Lofrasso (l'Alguer, 1520 - Càller 1595) fou un militar alguerès i escriptor en castellà. Pertanyia a l'estament militar. Va viure un temps a Barcelona, després d'uns quants mesos de presó per motius que es desconeixen, publicà dos llibres en castellà, ambdós amb interès històric, Los mil y doscientos consejos y avisos discretos (1571) que conté consells sobre diverses professions i feines i una descripció de la batalla de Lepant, en la qual potser hi va prendre part, i la novel·la pastoral Diez libros de la Fortuna de Amor (1573) on dona una descripció de l'illa de Sardenya i de la vida de l'alta societat barcelonina. Aquesta obra fou citada sovint per Miguel de Cervantes en les seves obres. També va escriure dues poesies en català i dues en sard.

## Obres
- Los mil y doscientos consejos y avisos discretos (1571)
- Diez libros de la Fortuna de Amor (1573)